# 5942 Denzilrobert
Az 5942 Denzilrobert (ideiglenes jelöléssel 1983 AN2) a Naprendszer kisbolygóövében található aszteroida. B. Behymer,  M. Marley fedezte fel 1983. január 10-én.